# Національні природні парки України
Національні природні парки України — заповідні території, що є частиною природно-заповідного фонду України. В них дозволено вільний доступ туристів. 21 жовтня 2010 року Сіверсько-Донецький природний парк було позбавлено статусу національного, але у 2019 році на його базі створено Національний природний парк «Кремінські ліси». Ведуться активні роботи зі створення найбільшого в Україні національного природного парку «Подесіння». Також планують створити у Львівський області національний природний парк «Чайковицький». Загальна площа під захистом національних парків — близько 1 111 600 га (11 116 км²), або 1,84 % площі держави, в середньому 22 685 га (226,85 км²).
Правові основи організації, охорони та ефективного використання національних природних парків України, як частини природно-заповідного фонду України, визначає Закон України «Про природно-заповідний фонд України».
Цей перелік побудований за алфавітним порядком.

## Перелік національних природних парків
| №  | Фото                    | Назва                    | Короткий опис | Область                                                                                        | Рік створення | Площа, га   |
| -- | ----------------------- | ------------------------ | --- | ---------------------------------------------------------------------------------------------- | ------------- | ----------- |
| 1  |                         | Азово-Сиваський          | Шоста частина території – суходіл, а решта – акваторії Азовського моря, озера Сиваш та Утлюцького лиману. Заповідна акваторія Сиваша є системою відкритих неглибоких водойм із розчленованою береговою лінією. На островах поширена ксерофільна і галофільна степова рослинність | Херсонська 46°05′ пн. ш. 34°29′ сх. д. / 46.083° пн. ш. 34.483° сх. д.                         | 1993          | 52154       |
| 2  |                         | Білобережжя Святослава   | Парк знаходиться на Кінбурнському півострові та омивається водами Дніпровсько-Бузького лиману та Чорного моря, утворюючи нескінченні піщані пляжі й відому Кінбурнську косу. Типові ландшафти Парку: піски, степова рослинність, велика кількість озер. | Миколаївська 46°28′ пн. ш. 31°42′ сх. д. / 46.467° пн. ш. 31.700° сх. д.                       | 2009          | 35223       |
| 3  |                         | Білоозерський            | Розташований на лівому березі Канівського водосховища. Являє собою гарний віковий субір, з домінуванням сосни у першому ярусі, дубом у другому та підліском з горішника, крушини та ін. Прибережні острови мають типові вільхові ліси, і оточені рогозом та очеретом, заростями жовтих глечиків та іншої водної рослинності. | Київська, Черкаська 49°54′ пн. ш. 31°38′ сх. д. / 49.900° пн. ш. 31.633° сх. д.                | 2009          | 7014,4      |
| 4  |                         | «Бойківщина».            | Букові та буково-ялицеві праліси Карпат, унікальні луки та верхові болота, одне з яких болото «Надсяння», зараховане до переліку Рамсарських угідь та має міжнародне значення. Вздовж усього парку пролягають низькогірні та середньогірні хребти, на які відкривається панорама з найвищої вершини Львівської області – гори Пікуй. | Львівська                                                                                      | 2019          | 12240       |
| 5  |                         | Бузький Гард             | Гранітний каньйон Південного Бугу зі склеями та порогами, утвореними виходами Українського кристалічного щита. Зростають унікальні реліктові рослини – смілка бузька та мерингія бузька. | Миколаївська 47°46′ пн. ш. 31°03′ сх. д. / 47.767° пн. ш. 31.050° сх. д.                       | 2009          | 6138        |
| 6  |                         | Великий Луг              | Територія колишнього Каховського водосховища з піщаними пляжами та дніпровськими крутосхилами. Тут збереглися плавневі ліси, залишки Кінсько-Дніпровських плавнів. | Запорізька 47°23′ пн. ш. 34°58′ сх. д. / 47.383° пн. ш. 34.967° сх. д.                         | 2006          | 16756       |
| 7  |                         | Верховинський            | Найбільш віддалена і важкодоступна частина Українських Карпат. Тут на поверхню виходять найдавніші метаморфічні утворення, перекриті осадовим палеозойським та мезозойським чохлом. На схилах хребтів трапляються виходи юрських вапнякових брил, що створюють екзотичні краєвиди. Тут зростають найцінніші праліси та субальпійські луки, знаходяться витоки річок Білого й Чорного Черемошів. | Івано-Франківська 48°01′ пн. ш. 24°47′ сх. д. / 48.017° пн. ш. 24.783° сх. д.                  | 2010          | 12023       |
| 8  | «Вижницький»            | Вижницький               | Парк знаходиться в Покутсько-Буковинських Карпатах, на межі Українських Карпат та Передкарпаття та репрезентує природу і ландшафти різних висотних поясів. 95 % території парку займають ліси. Місцеву флору формують близько 960 видів рослин, з них 40 червонокнижних та багато реліктових. 62 види з місцевої фауни є червонокнижними і 11 занесені до Червоного списку Європи. | Чернівецька 48°09′ пн. ш. 25°18′ сх. д. / 48.150° пн. ш. 25.300° сх. д.                        | 1995          | 7928        |
| 9  |                         | Галицький                | Розташований на стику Опілля, Галицької улоговини та Передкарпаття, а також вздовж річки Дністер та пониззя його приток. Тут є лісові урочища, водно-болотні угіддя, лучно-степові ділянки та геологічні утворення, що сприяє збереженню унікального генофонду рослинного і тваринного світу. У рослинному покриві та серед представників фауни трапляються як подільські, так і карпатські види. У парку виявлено 45 видів рослин і 37 видів тварин, занесених до Червоної книги України, зокрема одна з найбільш рідкісних орхідей України — офрис бджолоносний. | Івано-Франківська 49°05′ пн. ш. 24°38′ сх. д. / 49.083° пн. ш. 24.633° сх. д.                  | 2004          | 14685       |
| 10 |                         | Гетьманський             | | Сумська 50°16′ пн. ш. 34°50′ сх. д. / 50.267° пн. ш. 34.833° сх. д.                            | 2009          | 23360       |
| 11 |                         | Голосіївський            | | Київ 50°25′ пн. ш. 30°30′ сх. д. / 50.417° пн. ш. 30.500° сх. д.                               | 2007          | 4525        |
| 12 |                         | Гомільшанські ліси       | | Харківська 49°39′ пн. ш. 36°19′ сх. д. / 49.650° пн. ш. 36.317° сх. д.                         | 2004          | 14315       |
| 13 | «Гуцульщина»            | Гуцульщина               | Парк розташований в лісистій частині Покутсько-Буковинських Карпат. Особливо цінними є праліси та старовікові ліси. У цих лісах мешкають олені, козулі, кабани, зрідка трапляються бурі ведмеді, рисі, коти лісові. У парку виявили 999 видів грибів і грибоподібних організмів, з яких 19 – занесені до Червоної книги України. | Івано-Франківська 48°22′ пн. ш. 25°01′ сх. д. / 48.367° пн. ш. 25.017° сх. д.                  | 2002          | 32271       |
| 14 |                         | Дворічанський            | | Харківська 49°51′ пн. ш. 37°40′ сх. д. / 49.850° пн. ш. 37.667° сх. д.                         | 2009          | 3131,2      |
| 15 | «Дермансько-Острозький» | Дермансько-Острозький    | | Рівненська 50°26′ пн. ш. 26°27′ сх. д. / 50.433° пн. ш. 26.450° сх. д.                         | 2009          | 1647,6      |
| 16 |                         | Деснянсько-Старогутський | | Сумська 52°16′ пн. ш. 33°36′ сх. д. / 52.267° пн. ш. 33.600° сх. д.                            | 1999          | 16215       |
| 17 |                         | Джарилгацький            | | Херсонська 46°01′ пн. ш. 32°54′ сх. д. / 46.017° пн. ш. 32.900° сх. д.                         | 2009          | 10000       |
| 18 |                         | Залісся                  | | Чернігівська, Київська 50°41′ пн. ш. 31°06′ сх. д. / 50.683° пн. ш. 31.100° сх. д.             | 2009          | 14836       |
| 19 |                         | Зачарований край         | | Закарпатська 48°11′ пн. ш. 23°01′ сх. д. / 48.183° пн. ш. 23.017° сх. д.                       | 2009          | 6101        |
| 20 |                         | Ічнянський               | | Чернігівська 50°56′ пн. ш. 32°06′ сх. д. / 50.933° пн. ш. 32.100° сх. д.                       | 2004          | 9666        |
| 21 |                         | «Кам'янська Січ»         | | Херсонська                                                                                     | 2019          | 12261,14    |
| 22 |                         | Кармелюкове Поділля      | | Вінницька 48°23′57″ пн. ш. 29°15′37″ сх. д.                                                    | 2009          | 16518       |
| 23 |                         | Карпатський              | | Івано-Франківська 48°15′ пн. ш. 24°40′ сх. д. / 48.250° пн. ш. 24.667° сх. д.                  | 1980          | 50303       |
| 24 |                         | Королівські Бескиди      | | Львівська 49°24′ пн. ш. 22°53′ сх. д. / 49.400° пн. ш. 22.883° сх. д.                          | 2020          | 8997        |
| 25 |                         | Кременецькі гори         | | Тернопільська 50°07′ пн. ш. 25°54′ сх. д. / 50.117° пн. ш. 25.900° сх. д.                      | 2009          | 6951,2      |
| 26 |                         | Кремінські ліси          | | Луганська 48°59′ пн. ш. 38°11′ сх. д. / 48.983° пн. ш. 38.183° сх. д.                          | 2019          | 7269        |
| 27 |                         | Мале Полісся             | | Хмельницька 50°13′04″ пн. ш. 26°50′12″ сх. д.                                                  | 2013          | 8762,7      |
| 28 |                         | Мезинський»              | | Чернігівська 51°48′ пн. ш. 33°05′ сх. д. / 51.800° пн. ш. 33.083° сх. д.                       | 2006          | 31035       |
| 29 |                         | Меотида                  | | Донецька                                                                                       | 2009          | 20720,9531  |
| 30 | «Мезинський»            | Нижньодніпровський       | | Херсонська 46°34′50″ пн. ш. 32°32′08″ сх. д. / 46.580611111111° пн. ш. 32.535472222222° сх. д. | 2015          | 80177,80    |
| 31 | «Нижньодністровський»   | Нижньодністровський      | | Одеська 46°19′ пн. ш. 30°15′ сх. д. / 46.317° пн. ш. 30.250° сх. д.                            | 2008          | 21311       |
| 32 |                         | Нижньосульський          | | Черкаська, Полтавська 49°38′ пн. ш. 32°50′ сх. д. / 49.633° пн. ш. 32.833° сх. д.              | 2010          | 16879       |
| 33 |                         | Нобельський              | | Рівненська                                                                                     | 2019          | 25318,81    |
| 34 |                         | Олешківські піски        | | Херсонська                                                                                     | 2010          | 8020,36     |
| 35 |                         | Північне Поділля         | | Львівська 49°59′ пн. ш. 24°54′ сх. д. / 49.983° пн. ш. 24.900° сх. д.                          | 2010          | 15588       |
| 36 |                         | Подільські Товтри        | | Хмельницька 48°40′ пн. ш. 26°31′ сх. д. / 48.667° пн. ш. 26.517° сх. д.                        | 1996          | 261316      |
| 37 |                         | Прип'ять-Стохід          | Річки Прип’ять і Стохід річки з численними руслами, рукавами, затонами, старицями. Ландшафти Полісся: болота, озера, дюни та луки. | Волинська 51°50′ пн. ш. 25°31′ сх. д. / 51.833° пн. ш. 25.517° сх. д.                          | 2007          | 39315,5     |
| 38 |                         | Пирятинський             | | Полтавська 50°14′ пн. ш. 32°30′ сх. д. / 50.233° пн. ш. 32.500° сх. д.                         | 2009          | 12028,4     |
| 39 |                         | Приазовський             | | Запорізька 46°40′ пн. ш. 36°17′ сх. д. / 46.667° пн. ш. 36.283° сх. д.                         | 2010          | 78127       |
| 40 | «Святі Гори»            | Святі Гори               | | Донецька 49°02′ пн. ш. 37°34′ сх. д. / 49.033° пн. ш. 37.567° сх. д.                           | 1997          | 40609       |
| 41 | «Синевир»               | Синевир                  | | Закарпатська 48°35′ пн. ш. 23°04′ сх. д. / 48.583° пн. ш. 23.067° сх. д.                       | 1989          | 40400       |
| 42 |                         | Синьогора                | | Івано-Франківська                                                                              | 2009          | 10866       |
| 43 |                         | Сколівські Бескиди       | | Львівська 48°58′ пн. ш. 23°28′ сх. д. / 48.967° пн. ш. 23.467° сх. д.                          | 1999          | 35684       |
| 44 |                         | Слобожанський            | | Харківська 50°03′ пн. ш. 35°08′ сх. д. / 50.050° пн. ш. 35.133° сх. д.                         | 2009          | 5244        |
| 45 | «Тузловські лимани»     | Тузловські лимани        | | Одеська 45°41′ пн. ш. 29°53′ сх. д. / 45.683° пн. ш. 29.883° сх. д.                            | 2010          | 27865       |
| 46 |                         | Ужанський                | | Закарпатська 48°53′ пн. ш. 22°27′ сх. д. / 48.883° пн. ш. 22.450° сх. д.                       | 1999          | 39159       |
| 47 |                         | Хотинський               | | Чернівецька 48°24′ пн. ш. 27°01′ сх. д. / 48.400° пн. ш. 27.017° сх. д.                        | 2010          | 9400        |
| 48 |                         | Цуманська пуща           | | Волинська                                                                                      | 2010          | 33475,34    |
| 49 |                         | Чарівна гавань           | | Автономна республіка Крим 45°30′ пн. ш. 32°42′ сх. д. / 45.500° пн. ш. 32.700° сх. д.          | 2009          | 6270        |
| 50 | «Черемоський»           | Черемоський              | | Чернівецька 48°01′ пн. ш. 25°10′ сх. д. / 48.017° пн. ш. 25.167° сх. д.                        | 2009          | 7117,5      |
| 51 | «Шацький»               | Шацький                  | | Волинська 51°30′ пн. ш. 23°50′ сх. д. / 51.500° пн. ш. 23.833° сх. д.                          | 1983          | 32515       |
| 52 | «Яворівський»           | Яворівський              | | Львівська 49°55′ пн. ш. 23°40′ сх. д. / 49.917° пн. ш. 23.667° сх. д.                          | 1998          | 7079        |
| 53 |                         | Дністровський каньйон    | | Тернопільська 48°35′ пн. ш. 25°05′ сх. д. / 48.583° пн. ш. 25.083° сх. д.                      | 2010          | 10829,18    |
| 54 |                         | Холодний яр.             | | Черкаська 48°8′ пн. ш. 32°14′ сх. д. / 48.133° пн. ш. 32.233° сх. д.                           | 2022          | 6 833,5071  |
| 55 |                         | Куяльницький.            | | Одеська 46°39′ пн. ш. 30°42′ сх. д. / 46.650° пн. ш. 30.700° сх. д.                            | 2022          | 10 800,8867 |
| 56 |                         | Пуща Радзивіла           | | Рівненська                                                                                     | 2022          | 24 265,307  |

## Див також
- Глобальна мережа геопарків
- Смарагдова мережа Європи
- Зміна клімату в Україні